# Peter Taylor (aviron)
Pour les articles homonymes, voir Peter Taylor et Taylor.
Peter Taylor, né le 3 janvier 1984 à Lower Hutt, est un rameur néo-zélandais.

## Palmarès

### Jeux olympiques d'été
- 2008 à Pékin,  Chine
  - 7e en deux de couple poids légers
- 2012 à Londres,  Royaume-Uni
  -  médaille de bronze en deux de couple poids légers

### Championnats du monde
- 2009 à Poznań,  Pologne
  -  Médaille d'or en deux de couple poids légers
- 2010 à Karapiro,  Nouvelle-Zélande
  -  Médaille de bronze en deux de couple poids légers